# San Juan Piedras Negras
San Juan Piedras Negras är en ort i Mexiko.   Den ligger i kommunen Santa María Tonameca och delstaten Oaxaca, i den sydöstra delen av landet, 500 km sydost om huvudstaden Mexico City. San Juan Piedras Negras ligger 28 meter över havet och antalet invånare är 295.
Terrängen runt San Juan Piedras Negras är platt åt sydväst, men åt nordost är den kuperad. Havet är nära San Juan Piedras Negras åt sydväst.  Närmaste större samhälle är El Camalote, 16,8 km norr om San Juan Piedras Negras. 